# Willibald Alexis
Willibald Alexis, egentlig Georg Wilhelm Heinrich Häring (29. juni 1798 i Breslau – 16. december 1871 i Arnstadt) var en tysk forfatter og digter.
Alexis nedstammede fra hugenotterne og studerede jura i Berlin og Breslau, før han begyndte at arbejde ved Berlins kammerret. Samtidig skrev han for Berliner Conversationsblatt, som han blev redaktør for nogen år senere. I Berlin oprettede han en række boghandlerbutikker.
Willibald Alexis blev særlig påvirket af den skotske forfatter Walter Scott, af Ludwig Tieck og den ungtyske bevægelse. Han udgav fra 1842 en samling kriminalromaner sammen med Julius Eduard Hitzig, hvor handlingen var henlagt til Mark Brandenburg. Hans kulturhistoriske skildringer gav ham æresnavnet «den markiske Scott» allerede i samtiden. Alexis regnes som grundlægger af den historiske realisme i tysk litteratur, som Theodor Fontane førte til et højdepunkt.